# Château-l'Évêque
Château-l'Évêque är en kommun i departementet Dordogne i regionen Nouvelle-Aquitaine i sydvästra Frankrike. Kommunen ligger i kantonen Périgueux-Nord-Est som tillhör arrondissementet Périgueux. År 2022 hade Château-l'Évêque 2 162 invånare.

## Befolkningsutveckling
Antalet invånare i kommunen Château-l'Évêque
Referens:INSEE